# Parque nacional Lamington
Lamington es un parque nacional en Queensland (Australia), ubicado a 75 km al sur de Brisbane. Forma parte del bajo la denominación conjunta Bosques húmedos Gondwana de Australia, clasificado como Patrimonio de la Humanidad en Australia en 1986. 
Los picos surern en Lamington (y del parque nacional Springbrook) fueron producidos por un volcán muy antiguo en el Monte Warning.
El parque Lamington ofrece algunos de los mejores paisajes de montañas arrugadas, caídas de agua, selva tropical, bosque abiertos, arroyos pintorescos, vida salvaje variada, y caminos para marcha en el campo de todo Queensland. El parque se encuentra en los límites con Nueva Gales del Sur. Aquí se encuentra una de las selvas húmedas subtropicales más grande todavía existencia y una de las más extensas selvas de Robles antárticos en existencia.
Lamington es el hogar de una increíble variedad de especies salvajes que incluyen plantas y animales raros y en peligro de extinción.
Durante miles de años los aborígenes vivieron y visitaron estas montañas. Los primeros europeos en asentarse también admiraron la belleza del lugar y lucharon para que se convirtiera en uno de los primeros parques nacionales de Queensland.
El río Alberto y el río Coomera nacen ambos en los terrenos del parque nacional Lamington.
Véase también: Zonas protegidas de Queensland
- Datos: Q751274
- Multimedia: Lamington National Park / Q751274